# Victor Puchalski
Victor Puchalski (Catarroja, Valencia, 1986) es un ilustrador y dibujante de tebeos. Tras abandonar los estudios de Bellas Artes, empezó a colaborar en diversas publicaciones, entre las cuales destaca la antología americana MEMORY, y a autoeditar sus propios tebeos. En este periodo da vida sobre el papel a KANN, su personaje de referencia que, más tarde, tras ver la luz en dos capítulos autoeditados en grapa, daría el salto a formato libro de la mano de Autsaider Cómics.
Las páginas de su poema gráfico sobre Tom of Finland, TOM by VIC, expuesto durante el  Salón Internacional del Cómic de Barcelona de 2016, fueron retiradas, junto a las de otros autores, creándose cierta polémica alrededor de la censura.
Ha participado en la exposición homenaje a Rob Zombie celebrada durante el festival de cine fantástico de SITGES, The Vault of Rob Zombie.
En noviembre del 2016 editó con Autsaider cómics su primera novela gráfica en formato libro, Enter The Kann, en la que redibuja y amplía los primeros capítulos editados por su cuenta, y con la que completa y cierra el arco argumental iniciado con el personaje. Al año siguiente publicó, nuevamente con Autsaider, La balada de Jolene Blackcountry, un tebeo serigrafiado en tinta fotoluminiscente, con una lectura convencional y una segunda que lo completa, a oscuras.

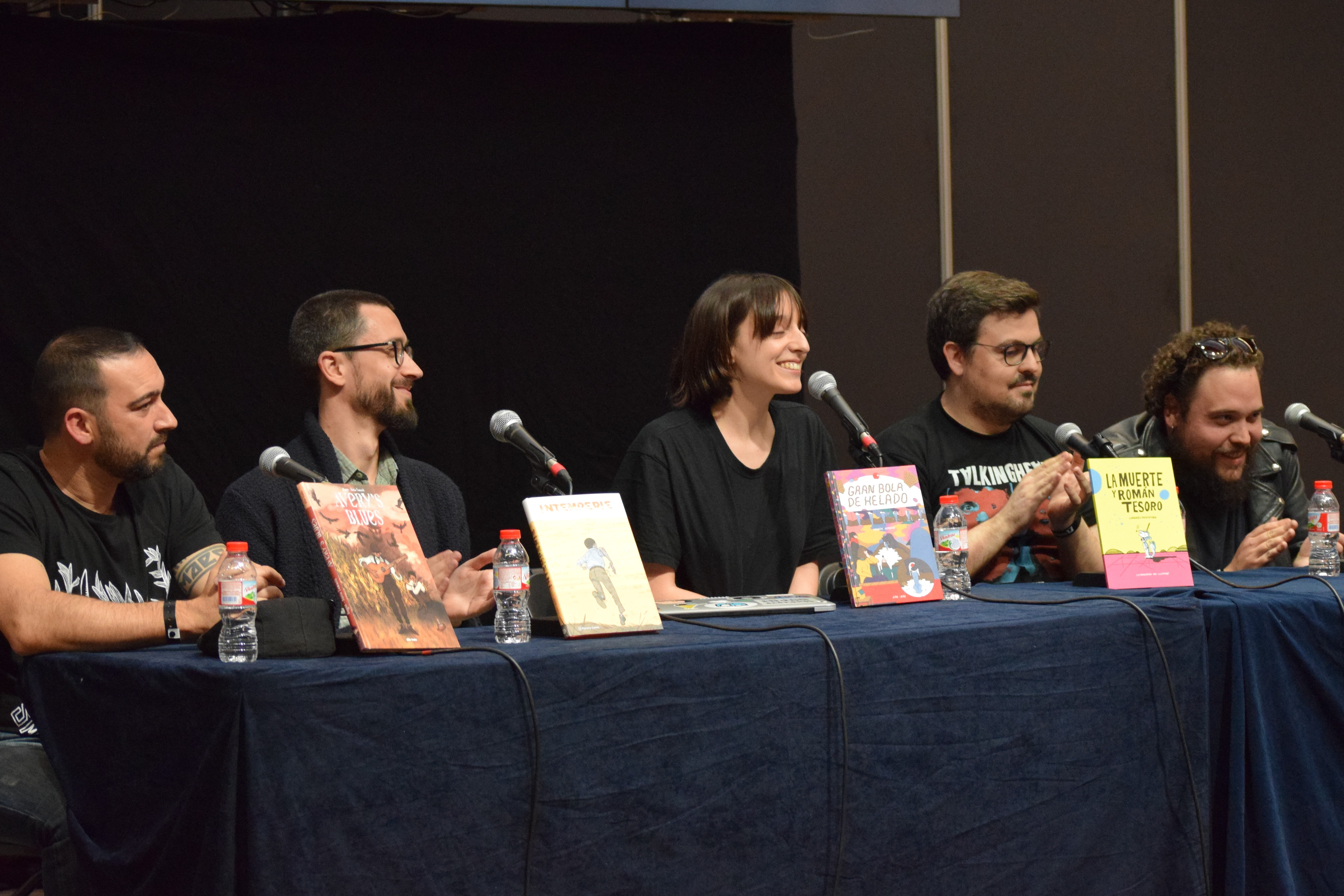
Angux, Javi Rey, Conxita Herrero, Lorenzo Montatore y V. Puchalski en la edición del 2017 del Salón Internacional del Cómic de Barcelona.

## Obra
- Kann #1
- Kann #2
- VIDEOTEENAGERS, dentro de la antología Obscuro.
- TOM by VIC, dentro de la antología Vida de los más excelentes historietistas.
- Renard's Braves (guion y dibujo) y G.A.R.D.E.N.I.A 500 for salvation of romanthics and lovers (guion), dentro de la antología MEMORY.
- NECRONAUTAS, Ultrarradio.
- Amazing Forest, IDW.
- Oro Negro: 25 años sin Tino Casal.
- KANN & The Heavymetalords of War, AUTSAIDER CÓMICS (2016)
- Enter the KANN, AUTSAIDER CÓMICS (2016)
- Rise from your grave, AUTSAIDER CÓMICS.
- La balada de Jolene Blackcountry, AUTSAIDER CÓMICS (2017)